# Thomas Hills
Le Thomas Hills sono un gruppo lineare di colline antartiche, lungo 27 km, compreso tra il Foundation Ice Stream e il Ghiacciaio MacNamara, all'estremità settentrionale del Patuxent Range, che fa parte dei Monti Pensacola in Antartide. 
Le Thomas Hills sono state mappate dall'United States Geological Survey (USGS) sulla base di rilevazioni e foto aeree scattate dalla U.S. Navy nel periodo 1956-66.
La denominazione è stata assegnata dall'Advisory Committee on Antarctic Names (US-ACAN) su proposta del capitano Finn Rønne, della U.S. Navy Reserve, responsabile della Ellsworth Station nel 1957, in onore di Charles S. Thomas, Segretario alla Marina degli Stati Uniti d'America nel periodo 1954-57, durante i primi anni dell'Operazione Deep Freeze.

## Punti di interesse geografico
I punti di interesse geografico comprendono:
- MacNamara Glacier
- Martin Peak
- Nance Ridge